# 베르킨게토릭스

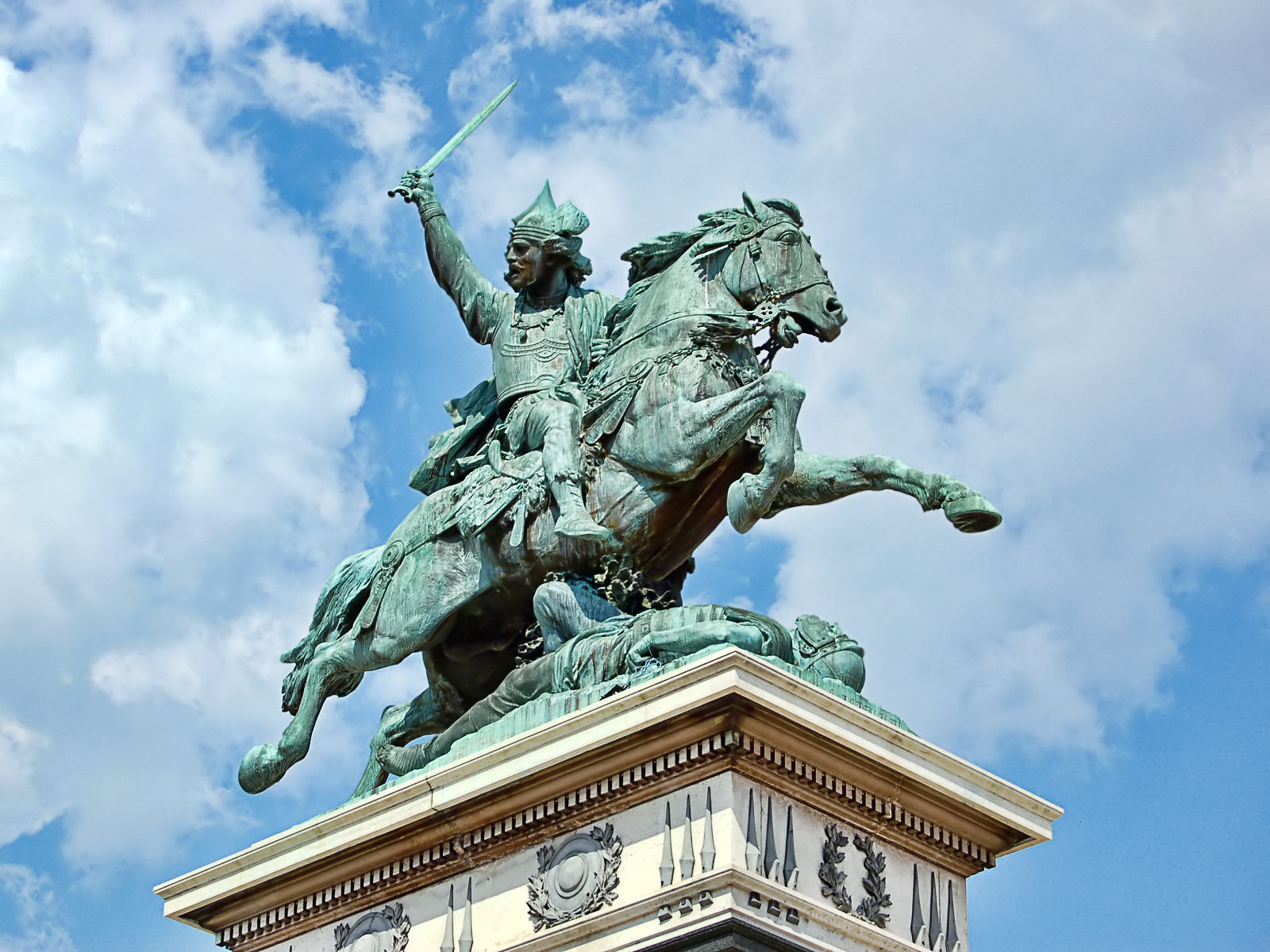
클레르몽페랑에 세워진 베르킨게토릭스 동상

베르킨게토릭스(Vercingetorix) (기원전 82년 경 - 기원전 46년)는 갈리아 아르베르니족의 부족장이다. 그리스 지리학자 스트라본은 그가 제르고비 출생임을 알려 주었다. 플루타크는 카이사르 전기에서 보다 상세한 정보를 후세에 전했다. 베르킨게토릭스의 부친은 독재를 시도하였다는 죄명으로 골인들에 의해 사형을 당했다. :11 기원전 52년 로마 공화정의 율리우스 카이사르에 맞서 갈리아인의 총궐기를 주도했으나 알레시아 공방전에서 패배하고 스스로 로마의 포로가 되었다. 카이사르는 기원전 46년 로마에서 개선식을 거행한 직후 그를 처형하였다.

## 갈리아 전쟁
기원전 58년 갈리아 지역으로 부임한 이후 카이사르는 갈리아부족을 차례로 평정해 나가면서 분할하여 통치하는 전략을 확립했다. 그는 갈리아 부족의 유력자들을 로마화시켰고 갈리아부족을 분리하여 약화하는 데 주력했다. 아르베르니족은 그동안 카이사르와 대항하지 않았으나 젊은 베르킨게토릭스가 친로마파인 삼촌대신 부족장이 되자 반로마의 기치를 들고 나왔다. 베르킨게토릭스는 강력한 로마에 대항하여 승리하려면 흩어진 갈리아 부족들이 모두 연합하여 로마에 대항하여야 한다고 생각하고 강력한 지도력과 잔인한 규율로 갈리아 부족을 규합했다.
기원전 52년 갈리아 부족을 모아 총 궐기에 들어간 베르킨게토릭스는 초토화 작전으로 로마군을 괴롭혔다. 카이사르와 그의 부관 티투스 라비에누스는 초반에는 갈리아부족들에게 고전했지만 이내 보르쥬를 공략하는 데 성공하고 약 40,000명의 갈리아인을 학살하였다. 베르킨토릭스는 천연의 요새인 게르고비아에서 항전하며 다른 부족이 로마에 등을 돌리는 데 전념했고 카이사르는 병사들이 많은 손실을 입어 패퇴할 수밖에 없었다.
이 전투의 승리로 아직까지 로마에 등을 돌리지 않았던 하이두이족을 비롯한 부족이 모두 로마에 반기를 들었다. 카이사르는 지금까지 7년 동안 갈리아에서 벌인 노력이 헛되지 않도록 총퇴각만은 막아야 했다. 베르킨게토릭스는 퇴각하는 로마군에 싸움을 걸었지만 전술에서는 카이사르의 적수가 되지 못했고 다시 알레시아의 요새에 틀어박혔다. 알레시아는 현재의 프랑스 디종과 오를레앙을 잇는 선상에서 디종에 좀 더 가까운 구릉지대이다.

## 알레시아 공방전
베르킨게토릭스는 알레시아에서 구원병을 요청하는 한편 강력한 항전을 준비하였고 카이사르는 포위망과 공성장비를 건설하기 시작했다. 카이사르는 알레시아를 포위하는 한편으로 외부에서는 다른 갈리아군에게 포위당해 있었기 때문에 양쪽으로 포위요새망을 건설해야 했다. 베르킨게토릭스는 알레시아 요새안에서 카이사르에게 싸움을 걸었으나 실패하고 외부에서 카이사르의 포위망의 약한 부분을 공격하게 했다. 압도적인 병력의 열세에서도 카이사르의 로마군은 안팎의 공격을 잘 견디어내고 외부에서의 공격을 격퇴하는 데 성공했다. 마지막 항전이 수포로 돌아가자 베르킨게토릭스는 자진하여 무기를 버리고 로마군에 투항했고 갈리아 전체는 이제 로마의 패권아래 들어오게 되었다.

## 처형

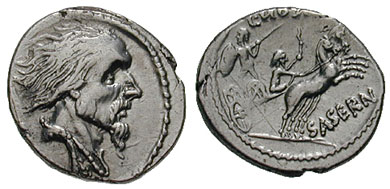
당시 동전에 묘사된 베르킨게토릭스. 베르킨게토릭스의 이름이 새겨진 주화는 아폴론 신을 형상화한 것이므로 그의 실제 모습으로 보기는 어렵다.

베르킨게토릭스는 로마로 압송되어 감옥에 갇혔고 알레시아 공방전의 패배이후 6년이 지난 기원전 46년에야 내전을 끝내고 로마에서 개선식을 올린 카이사르의 성과물로 로마 시민에게 공개되었다. 개선식을 거행한 후 카이사르는 그를 처형했다.

## 같이 보기
- 암비오릭스
- 알라리쿠스 1세
- 아스테릭스
- 아르미니우스
- 부디카
- 카락타쿠스
- 스파르타쿠스
- 토틸라
- 비리아투스